# Klaus Kröppelien
Klaus Kröppelien (ur. 29 czerwca 1958 w Rostocku) – niemiecki wioślarz reprezentujący NRD, złoty medalista olimpijski i trzykrotny medalista mistrzostw świata.

## Kariera
W 1976 zdobył złoty medal w czwórkach podwójnych na mistrzostwach świata juniorów w Villach.
Wystąpił na igrzyskach olimpijskich w Moskwie w 1980, gdzie wspólnie z Joachimem Dreifke wywalczył złoty medal w dwójkach podwójnych. W finale uplasowali się o 2,01 sekundy przez osadą Jugosławii i 4,74 sekundy przed osadą Czechosłowacji. Był to jego jedyny start olimpijski.
W te samej konkurencji razem z Driefke zdobył również złoty medal na mistrzostwach świata w Monachium (1981) oraz srebro na mistrzostwach świata w Lucernie (1982). Ponadto wspólnie z Peterem Kersten, Karlem-emHeinz Bußertem i Joachimem Dreifke wywalczył również złoty medal w czwórkach podwójnych na mistrzostwach świata w Bledzie (1979).
W 1980 został odznaczony Orderem Zasługi dla Ojczyzny.
Był oficerem Volksmarine. Po zjednoczeniu Niemiec pracował jako kierowca autobusu.